# 多坐弥志理都比古神社

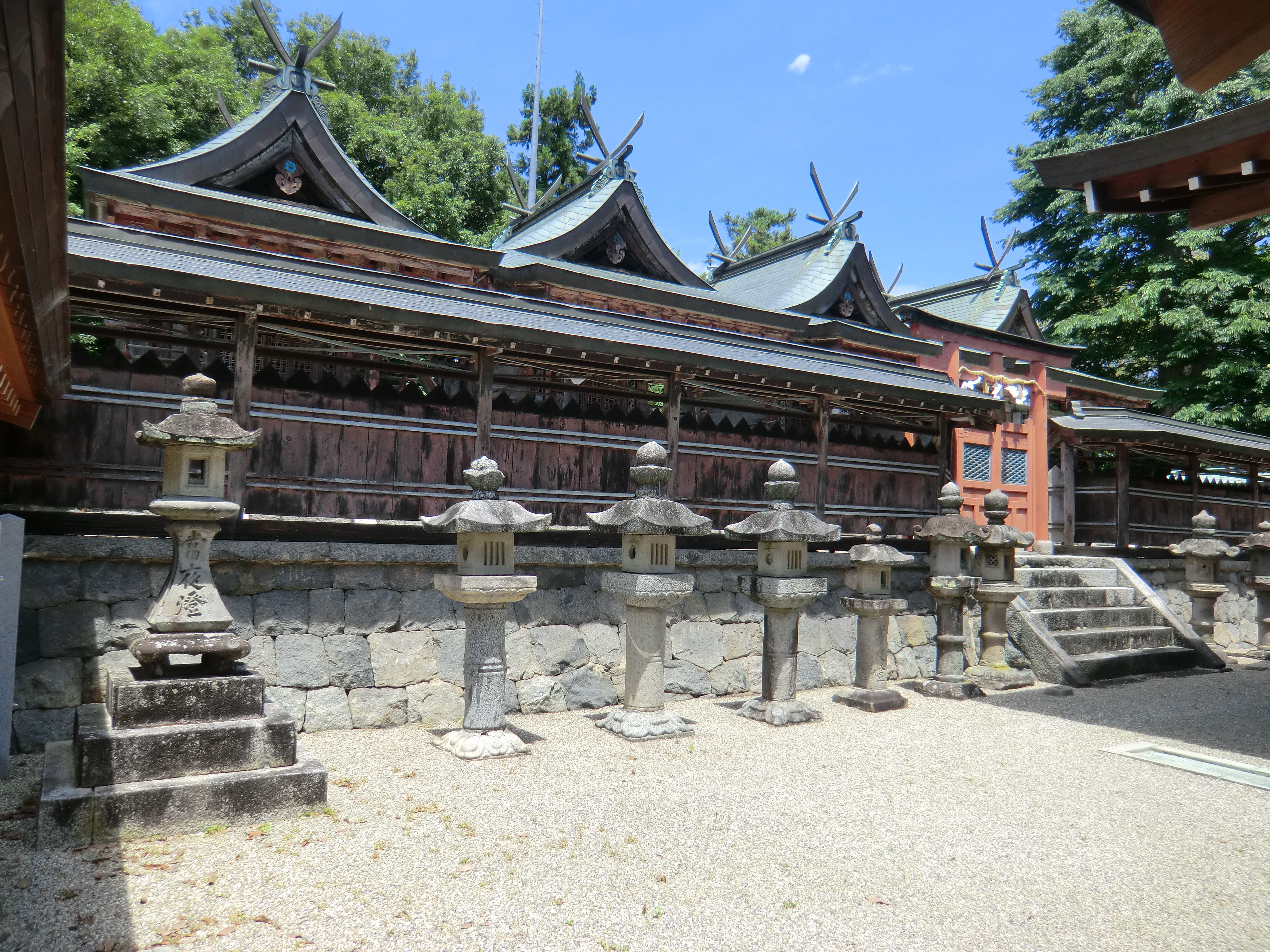
本殿（2018年5月）

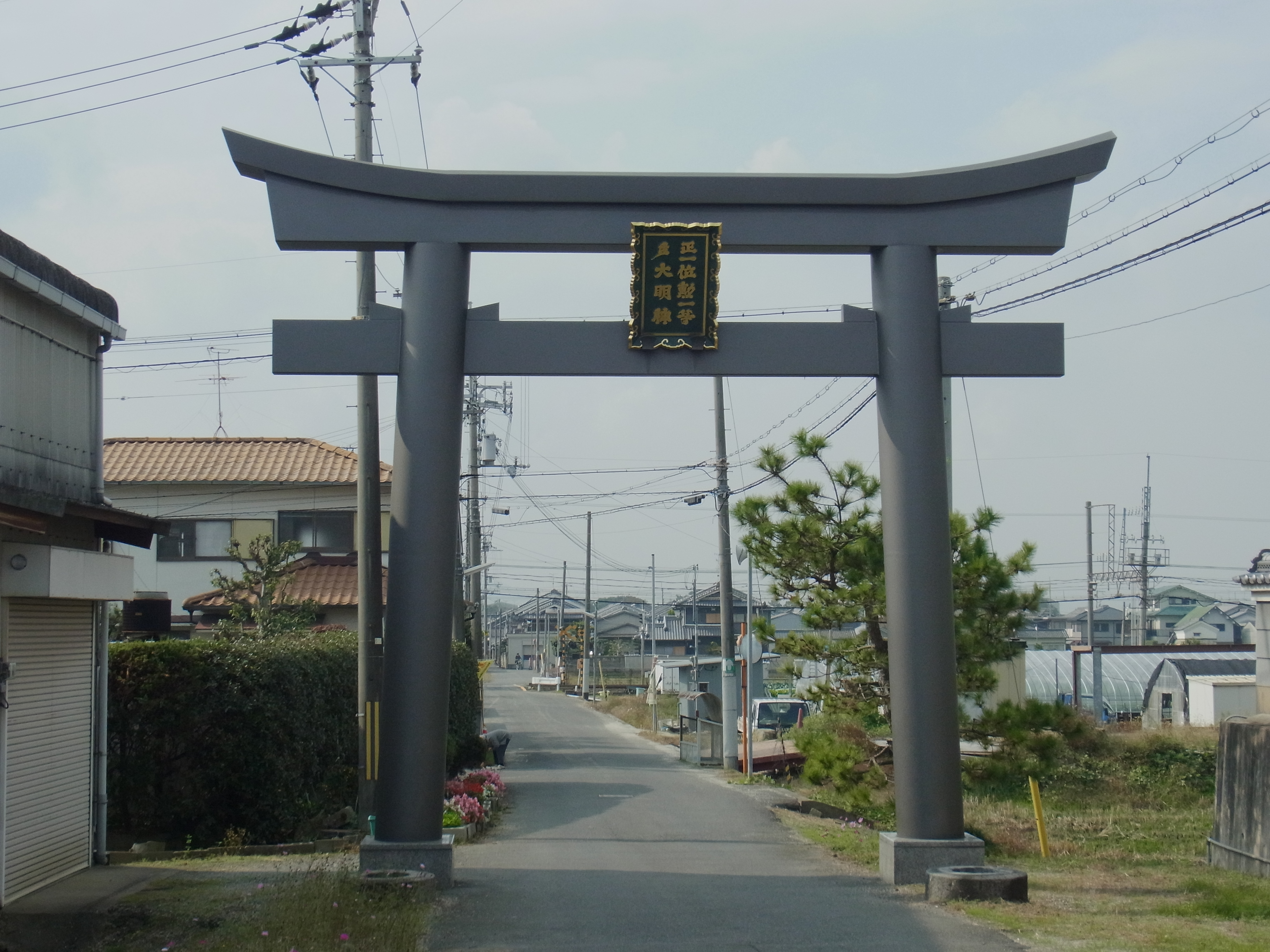
一の鳥居（2011年11月）

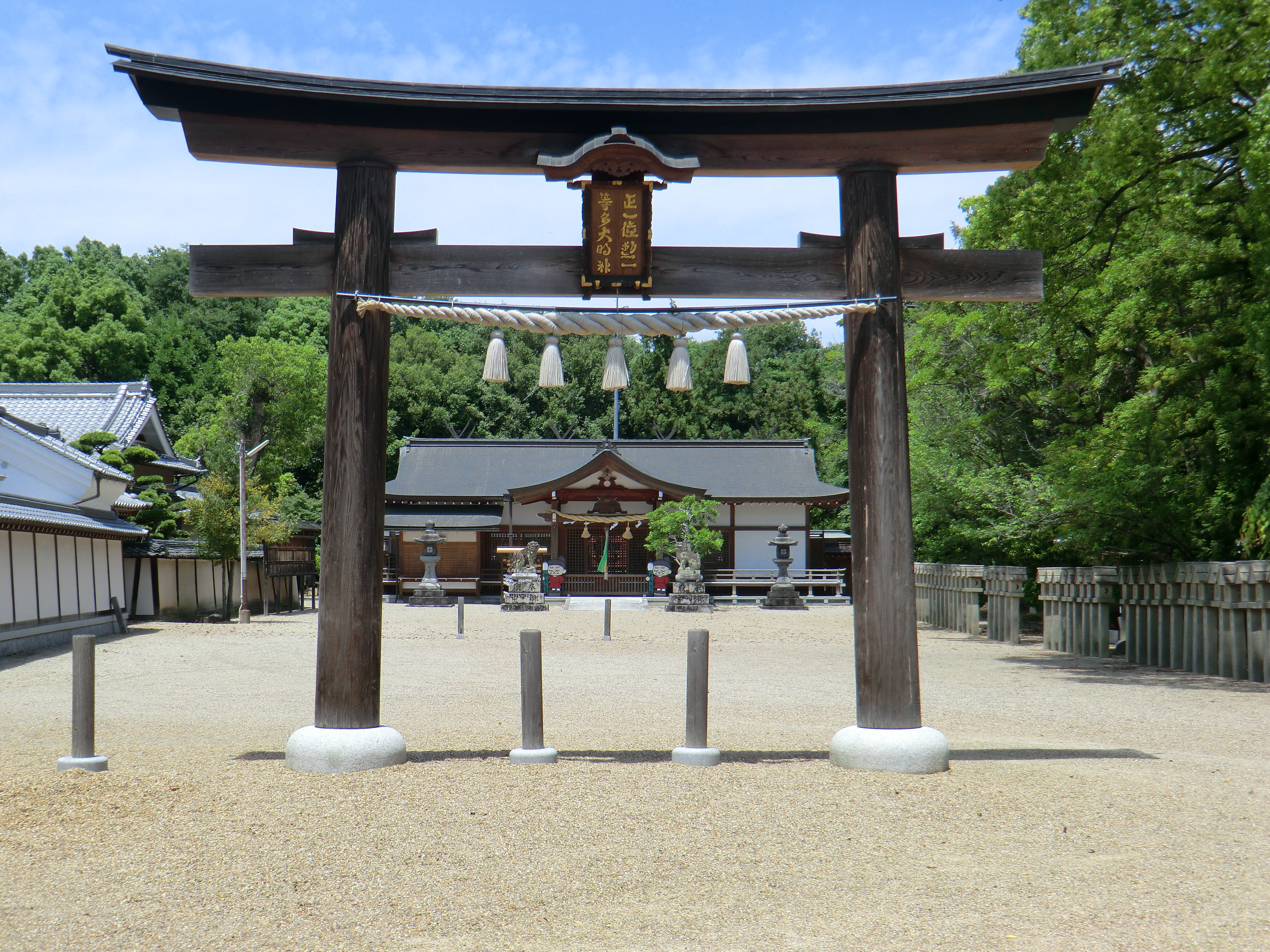
二の鳥居（2018年5月）

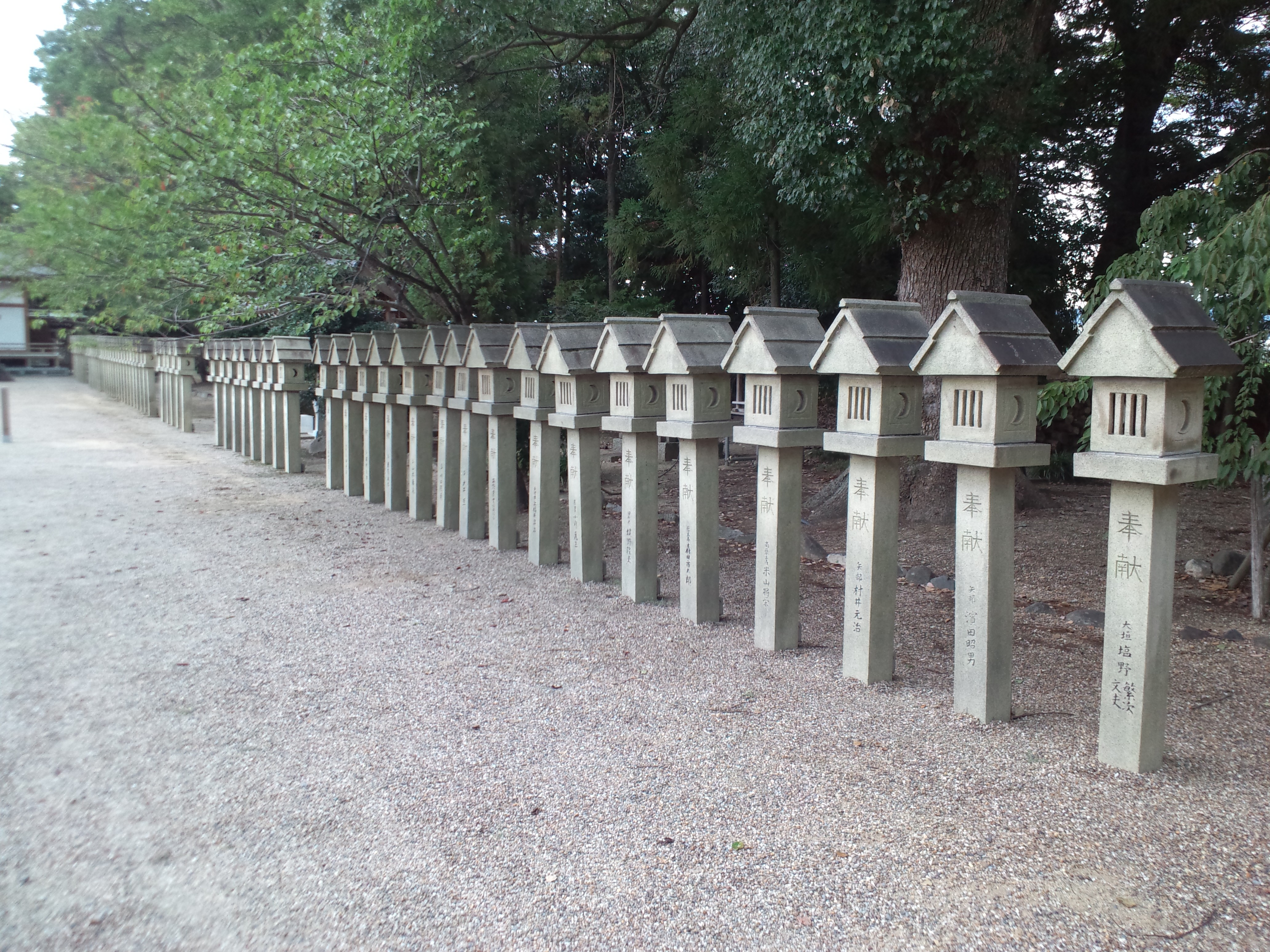
二の鳥居後ろには、奉献された石燈篭が並ぶ（2012年8月）

多坐弥志理都比古神社（多坐彌志理都比古神社、おおにいますみしりつひこじんじゃ）は、奈良県磯城郡田原本町多にある神社。式内社（名神大社）で、旧社格は県社。一般には多神社（おおじんじゃ）と呼ばれ、多社、多坐神社、太社、意富（おお）社とも書かれる。社号標には「多㘴彌志理都比古神社」と記す。

## 祭神
以下の4座の神を主祭神とする。
- 第一社 神倭磐余彦尊（神武天皇：神八井耳命の父）
- 第二社 神八井耳命（神武天皇皇子）
- 第三社 神沼河耳命（綏靖天皇：神八井耳命の弟）
- 第四社 姫御神（玉依姫命：神八井耳命の祖母）

このほかに、『古事記』を編纂した太安万侶も祀られている。当地は多氏の拠点であり、多氏の祖神である神八井耳命を祀ったものとみられる。
『延喜式神名帳』には「大和国十市郡 多坐彌志理都比古神社二座」と記されている。
久安5年（1149年）に当社禰宜多朝臣常麻呂が国司に提出した『多神宮注進状』では以下の2座とし、また、社名より水火知男女神（みひしりひこひめのかみ）が『延喜式神名帳』の2座であるとも書かれている。
- 珍子 賢津日霊神尊（うつのみこ さかつひこのみこと） 皇像瓊玉坐 河内国高安郡春日部坐宇豆御子之社と同神
- 天祖 賢津日孁神尊（あまつおや さかつひめのみこと） 神物圓鏡坐 春日部坐天照大神之社と同神

元文2年（1737年）の『多大明神社記』では現在の四座になっているが、明治時代の『神社明細帳』では本殿の第一社・第四社は摂社の扱いとなっており、主祭神は神八井耳命・神沼河耳命の二座としている。
社名の通りであれば弥志理都比古（みしりつひこ）を祀る神社ということになるが、これは神八井耳命のこととされる。神武天皇の長子でありながら弟に皇位を譲ったので、「身を退いた」という意味で「ミシリツヒコ」とも呼ばれる。

## 歴史
記紀神話には、「神八井耳命は皇位を弟に譲り、自らは神祇を祭る」とあり、それが当社の始まりであるとしている。綏靖天皇2年（紀元前580年）、神八井耳命は春日県（後の十市県）に邸宅を造り、そこに神籬磐境を立てて自ら神祇を司り、春日県主の遠祖・大日諸神を祭祀者として奉祀せしめた。崇神天皇7年（紀元前91年）、その神祠を改造し、天津日瓊玉命・天璽鏡劔神を祈賽したと伝える。
『正倉院文書』の天平2年（730年）大和国正税帳に「太神戸稲壱萬伍伯伍拾弐束伍把 租壱伯参拾捌束肆把 合壱萬陸伯玖拾束玖把」と記され、太（多）神社の神戸が有する稲は、田租用の138束4把と合わせて1万690束9把という、他社と比べて大きな経済力を持っていた。
『延喜式神名帳』では「大和国十市郡 多坐彌志理都比古神社二座」と記され、名神大社に列し、月次・相嘗・新嘗の幣帛に預ると記されている。永治元年（1141年）の『多神宮注進状草案』では神階正一位となっており、「正一位勲一等多大明神」の扁額が一の鳥居及び二の鳥居に掲げられている。一の鳥居は神社から約800m東の近鉄橿原線の線路を越えた寺川沿いにある。
古くは春日宮と称し、現在の社領地は約1万m2余を有するが、『大和志料』によると、天文21年（1552年）、当地の領主・十市遠勝より周囲6町四方の土地（約42万m2）を寄進されたとあり、四方に鳥居があったという。
明治時代に多村の郷社に列格し、1923年（大正12年）に県社に昇格した。
本殿の後方に「神武塚」と呼ばれる小丘があり、古代の祭祀場もしくは古墳と考えられている。
1972年（昭和47年）、当社裏の飛鳥川築堤工事中、境内より縄文時代から古墳時代の遺跡（多遺跡）が発見された。

## 境内
- 本殿 - 東西に一間社春日造が4棟並ぶ四殿配祀形式。1977年（昭和52年）に檜皮葺から銅板葺に改められた。
  - 第一殿（奈良県指定有形文化財） - 享保20年（1735年）再建。
  - 第二殿（奈良県指定有形文化財） - 享保20年（1735年）再建。
  - 第三殿（奈良県指定有形文化財） - 享保・宝暦年間（1716年 - 1764年）再建。
  - 第四殿（奈良県指定有形文化財） - 享保・宝暦年間（1716年 - 1764年）再建。
- 中門
- 拝殿
- 多神社資料館
- 社務所
  - 社務所表門

## 摂末社
境内社
- 熊野神社
- 住吉神社
- 春日神社
- 石上神社
- 竈神社
- 八幡神社

境外社
境外摂社として以下の神社があり、どれも式内社である。『五郡神社記』では本社二座と下記の四皇子神をもって「意富六所神社」と称している。
- 小杜神社 - 祭神：太朝臣安萬呂、式内小社・小社神命神社
- 皇子神命神社 - 祭神：皇子神命、式内小社・皇子神命神社（論社）
- 姫皇子命神社 - 祭神：姫皇子命、式内小社・姫皇子命神社（論社）
- 屋就神命神社 - 祭神：屋就神、式内小社・屋就神命神社

## 祭礼
大祭礼は4月第3日曜日で、大連座（おおれんぞ：大和で祭りのことをレンゾと言う）と呼ばれる。旧暦使用の時代では春分の頃、祭礼を行っていたという。

## 文化財

### 奈良県指定有形文化財
- 多坐弥志理都比古神社 本殿4棟 - 1996年（平成8年）3月22日指定[1]

### 田原本町指定有形文化財
- 木造太安萬侶神像 - かつて本殿第二殿に祀られていた[2]。

## 交通アクセス
- 近鉄橿原線笠縫駅から南西へ徒歩10分。